# Степашов, Иван Сергеевич
Иван Сергеевич Степашов (1918—1943) — гвардии старший лейтенант Рабоче-крестьянской Красной Армии, участник Великой Отечественной войны, Герой Советского Союза (1944).

## Биография
Иван Степашов родился 7 ноября 1918 года в селе Удобное (ныне — Горшеченский район Курской области). После окончания средней школы работал бухгалтером в колхозе. В 1939—1940 годах проходил службу в Рабоче-крестьянской Красной Армии, участвовал в боях на Халхин-Голе. В июне 1941 года Степашов повторно был призван в армию и направлен на фронт Великой Отечественной войны. В 1942 году он окончил курсы младших лейтенантов.
К августу 1943 года гвардии старший лейтенант Иван Степашов был парторгом мотострелкового батальона 2-й гвардейской механизированной бригады 1-го гвардейского механизированного корпуса Юго-Западного фронта. Отличился во время освобождения Харьковской области Украинской ССР. 25 августа 1943 года в бою у села Курулька Барвенковского района Степашов со связкой гранат бросился под вражеский танк, ценой своей жизни уничтожив его. Похоронен в Курульке.
Указом Президиума Верховного Совета СССР от 22 февраля 1944 года гвардии старший лейтенант Иван Степашов посмертно был удостоен высокого звания Героя Советского Союза. Также был награждён орденами Ленина и Отечественной войны 2-й степени, медалью.